# 기지제
기지제(機池堤)는 대한민국의 전북특별자치도 전주시 덕진구 여의동에 위치한 축조한 저수지이다. 전북혁신도시 내에 호수 수변둘레길과 수변공원을 조성하였다.

## 주요 시설(기지제수변공원)
- 장동휴게터
- 숲속길
- 초화원
- 조망정자
- 야외무대
- 숨터
- 관찰테크
- 광장
- 저류지
- 인라인스케이트장
- 운동시설
- 만성루

## 같이 보기
- 전북혁신도시
- 호수